# Zsófia Boros
Zsófia Boros (* 22. August 1980 in Prag) ist eine in Wien lebende ungarische Gitarristin.

## Ausbildung
Zsófia Boros studierte von 1994 bis 1998 gleichzeitig am Konservatorium für Musik in Bratislava in der Slowakei und am Bartók Béla Konservatorium für Musik in Budapest. Ihr Studium an der Universität für Musik und darstellende Kunst in Wien zwischen 1998 und 2004 schloss sie mit ausgezeichnetem Erfolg ab. 2001 war sie Stipendiatin des Herbert von Karajan Centrums. 2004 wurde sie zum postgradualen Studium an der Francisco Tárrega Gitarrenakademie in Pordenone (Italien) zugelassen, welches sie 2007 beendete. Zu ihren Lehrern zählten die Professoren Jozef Zsapka, Walter Würdiger, Paolo Pegoraro und Stefano Viola.

## Projekte
2004 gründete sie mit der Flötistin Daniela Lahner das Duo AgiLeo. Das Duo erhielt 2005 ein Arbeitsstipendium der Schweizer Stiftung Dr. Robert und Lina Thyll-Dürr auf Elba und gab noch im selben Jahr eine CD unter dem Titel Evocacion heraus. 2008 folgte das Duo-Projekt anDANZAS mit der Wiener Stepptänzerin Sabine Hasicka. Beide haben mit ihrer Zusammenarbeit ein neues Musikformat entwickelt, welches sie bereits einem breiten Publikum von Europa bis in den Nahen Osten präsentiert haben und Komponisten inspirierten, für ihr Ensemble neue Stücke zu schreiben. Zu ihren weiteren ausgefallenen Duoprojekten zählt auch das Programm made in musikAtelier mit dem österreichischen Fagottisten Benedikt Dinkhauser.
2013 erschien bei ECM New Series das Album En otra parte, in dem Musik von Leo Brouwer im Mittelpunkt steht. Weitere Soloprojekte bei ECM wurden 2016 und 2023 veröffentlicht.

## Wettbewerbe, Preise
- 1995: 1. Preis beim North London Musical Festival
- 2000: Aufnahme in die Yehudi Menuhin Organisation Live Music Now
- 2001: 2. Preis beim Concorso Internazionale Giovani Concertisti in Rom
- 2002: 2. Preis bei Verdi Note in Rom
- 2002: Sonderpreis beim Forum Gitarre Wien
- 2005: 1. Preis bei Concorso Internationale Val Tidone in Italien
- 2005: 1. Preis mit dem Duo AgiLeo Gewinner des Niccolò Paganini Wettbewerbs in Parma
- 2006: 2. Preis beim „Concorso Europeo di Chitarra Classica“ Premio Enrico Mercatali in Gorizia/Italien
- 2006: 1. Preis beim „Premio Enrico Mercatali“ in Gorizia/Italien mit dem Duo AgiLeo
- 2006: 3. Preis beim „8. Concurso de Guitarra Clássica de Sernancelhe“ in Portugal
- 2008: 2. Preis beim 6. Internationalen J.K.Mertz Gitarrenwettbewerb in Bratislava/Slowakei

## Diskographie
- 2005: Duo AgiLeo: Evocacion, Preiser Records[2]
- 2008: Musicbox (Solo), Preiser Records[3]
- 2013: En otra parte (Solo), ECM Records[4]
- 2016: Local Objects (Solo), ECM Records[5]
- 2023: El último aliento (Solo), ECM Records[6]